# Liste der Eisenbahnlinien in Thüringen

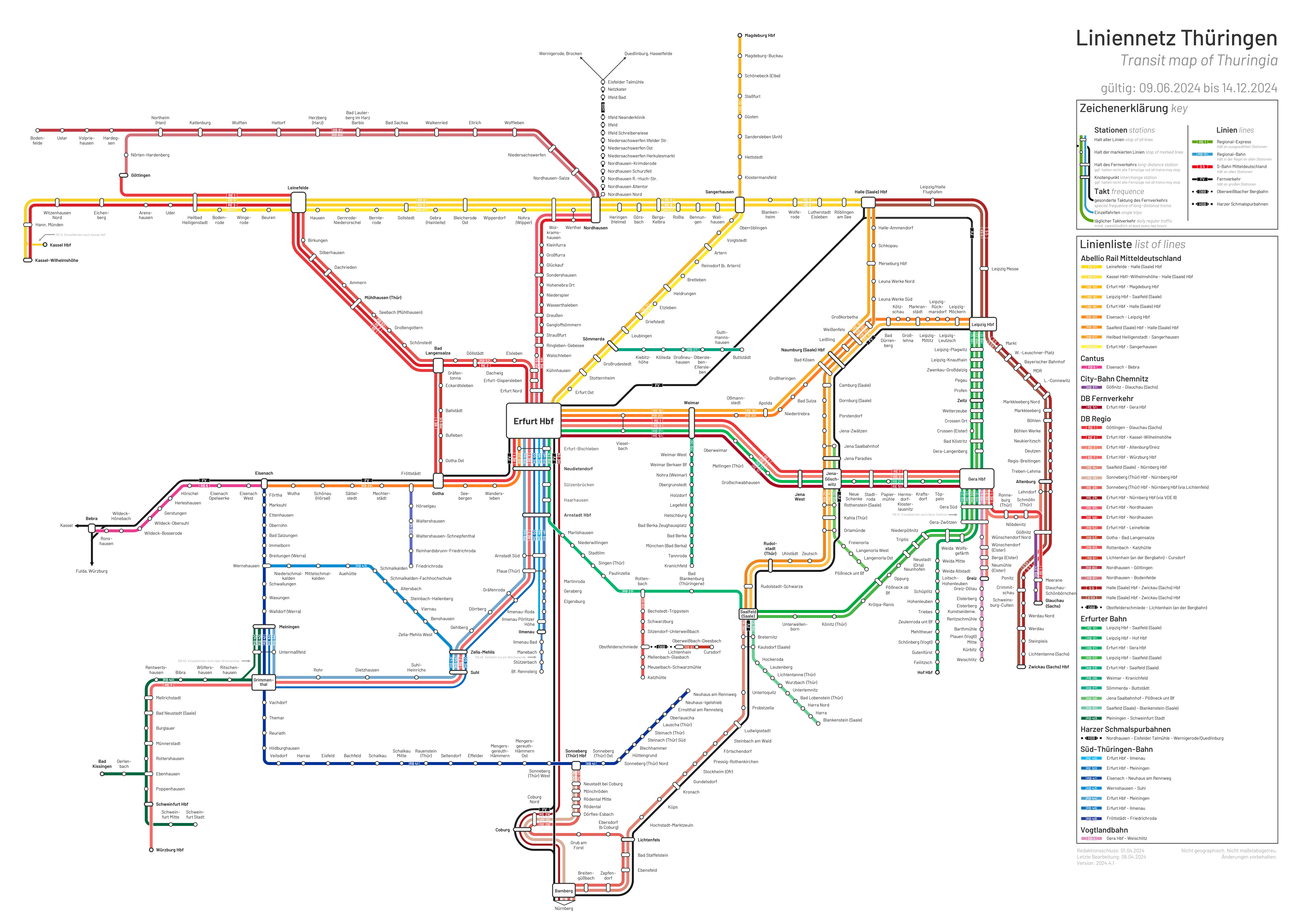
Liniennetz (Stand: April 2024)

Diese Liste enthält alle Eisenbahnlinien des Fern- und Regionalverkehrs im Freistaat Thüringen, die ganz oder abschnittsweise im Bundesland verkehren oder verkehrten. Thüringen war das erste Flächenbundesland in Deutschland, welches im Jahr 1995 einen landesweiten, damals noch lose, vertakteten Regionalverkehr einführte. Feste Liniennummern gibt es seit dem Fahrplanwechsel im Jahr 2001.
Seit dem Fahrplanwechsel am 13. Dezember 2020 führen alle Linien die Bezeichnungen der Zuggattungen RB und RE. Die zuvor verwendeten Bezeichnungen CAN, EB/EBx, STB/STx und VL sowie SE wurden damit abgeschafft. Dabei wurden die bisher genutzten Liniennummern beibehalten.

## Fernverkehr
Folgende Bahnhöfe Thüringens werden im Fernverkehr bedient:
- Eisenach Hauptbahnhof
- Erfurt Hauptbahnhof
- Gera Hauptbahnhof
- Gotha
- Hermsdorf/Klosterlausnitz
- Jena-Göschwitz
- Jena Paradies
- Jena West
- Saalfeld (Saale)
- Stadtroda
- Weimar

Die genauen Linienverläufe sowie die Taktzeiten und weitere Details dazu befinden sich in den folgenden Hauptartikeln. Hier sind lediglich einzelne Halte der Stammstrecke der jeweiligen Linien dargestellt.

| Linie  | Verlauf |
| ------ | --- |
| ICE 11 | Berlin – Leipzig – Erfurt – Eisenach – Frankfurt – Mannheim – Stuttgart – München                                             |
| ICE 15 | Berlin – Halle – Erfurt – Frankfurt                                                                                           |
| ICE 18 | Hamburg – Berlin – Halle – Erfurt – Nürnberg – München                                                                        |
| ICE 28 | Hamburg – Berlin – Leipzig – Erfurt – Nürnberg – München                                                                      |
| ICE 29 | Berlin – Halle – Erfurt – Nürnberg – München                                                                                  |
| ICE 50 | Dresden – Leipzig – Erfurt – Gotha – Eisenach – Fulda – Frankfurt                                                             |
| IC 50  | Gera – Erfurt – Gotha – Eisenach – Kassel-Wilhelmshöhe – Dortmund – Köln                                                      |
| IC 61  | Leipzig – Weißenfels – Naumburg – Jena – Saalfeld – Lichtenfels – Bamberg – Nürnberg – Stuttgart – Karlsruhe                  |
| NJ     | Paris – Frankfurt – Erfurt – Berlin                                                                                           |
| NJ     | Brüssel – Köln – Frankfurt – Erfurt – Berlin                                                                                  |
| IC     | Berlin – Halle – Leipzig – Erfurt – Frankfurt – Mannheim – Basel – Zürich                                                     |
| IC     | Rostock – Berlin – Halle – Leipzig – Naumburg – Jena – Saalfeld – Lichtenfels – Bamberg – Nürnberg – Regensburg – Linz – Wien |
| EC/EN  | Prag – Usti nad Labem – Dresden – Leipzig – Erfurt – Frankfurt – Mannheim – Basel – Zürich                                    |

## Regionalverkehr Linienschema Thüringen
Stand: 15. Dezember 2024

### RE 1
Der RE 1 (Göttingen–Glauchau) ist eine Regionalverkehrslinie, die durch die Bundesländer Niedersachsen, Hessen, Thüringen und Sachsen verläuft. Nachdem der Zug Göttingen verlassen hat, verkehrt er für wenige Kilometer in Hessen, ohne dabei eine Station zu bedienen. Anschließend wird über Leinefelde, Bad Langensalza und Gotha Erfurt Hbf erreicht. Da zwischen Leinefelde und Gotha wie auch ab Weimar große Teile der Strecke nicht elektrifiziert sind, werden Dieseltriebzüge eingesetzt. Östlich von Jena und Gera wird die Fahrt über Gößnitz nach Glauchau in Sachsen weitergeführt. Die gesamte Linie wird im Zweistundentakt bedient.
| Zug- gattung Linie | Befahrene Strecken                                                                                                 | Laufweg | Kursbuch- strecken- nummer | Verkehrs- unter- nehmen | Fahrzeuge im Regelbetrieb |
| ------------------ | --- | --- | -------------------------- | ----------------------- | ------------------------- |
| RE 1               | Göttingen–Eichenberg Eichenberg–Leinefelde Leinefelde–Gotha Gotha–Weimar Weimar–Gera Gera–Gößnitz Gößnitz–Glauchau | Göttingen – Heiligenstadt – Leinefelde – Mühlhausen – Bad Langensalza – Gotha – Neudietendorf – Erfurt Hbf – Weimar – Jena West – Jena-Göschwitz – Stadtroda – Hermsdorf-Klosterlausnitz – Gera Hbf – Gera Süd – Ronneburg – Schmölln – Gößnitz – Meerane – Glauchau | 540 565 600 604 605 611    | DB Regio Südost         | BR 612                    |

### RE 2
Der RE 2 (Kassel-Wilhelmshöhe–Erfurt Hbf) beginnt seinen Laufweg im Fernverkehrsbahnhof Kassel-Wilhelmshöhe. Nachdem er den Fuldataler Ortsteil Ihringshausen durchquert hat, fährt er über Hann Münden in Niedersachsen. Anschließend geht es bis zum Knotenpunkt Eichenberg zunächst wieder in Hessen weiter. In Thüringen endet der Zug über Mühlhausen und Bad Langensalza in Erfurt Hbf. Alle 120 Minuten verkehrt dieser.
| Zug- gattung Linie | Befahrene Strecken                                                                                                | Laufweg | Kursbuch- strecken- nummer | Verkehrs- unter- nehmen | Fahrzeuge im Regelbetrieb |
| ------------------ | --- | --- | -------------------------- | ----------------------- | ------------------------- |
| RE 2               | Kassel–Hann Münden Hann Münden–Leinefelde Leinefelde–Bad Langensalza Bad Langensalza–Kühnhausen Kühnhausen–Erfurt | Kassel-Wilhelmshöhe – Hann Münden – Witzenhausen Nord – Eichenberg – Arenshausen – Uder – Heiligenstadt – Leinefelde – Silberhausen – Dachrieden – Mühlhausen – Bad Langensalza – Döllstadt – Erfurt Hbf | 600 603 604                | DB Regio Südost         | BR 642                    |

### RE 3
Der RE 3 (Erfurt Hbf–Altenburg/Greiz) beginnt in Erfurt Hbf. In Gera Hbf gibt es einen längeren Aufenthalt, bei dem der Zug geflügelt wird. Eine Hälfte fährt weiter in Richtung Osten nach Altenburg, die andere verkehrt in Richtung Süden nach Greiz oder verbleibt in Gera Hbf. Beide Zugteile halten danach allerdings noch in Gera Süd. Die gesamte Linie wird im Zweistundentakt bedient.
Seit dem Fahrplanwechsel im Dezember 2016 verkehren unter der Liniennummer RE 3 zusätzliche Verstärkerzüge zwischen Erfurt Hbf und Jena-Göschwitz.
Seit dem Fahrplanwechsel im Dezember 2018 werden täglich zwei bis drei Zugpaare der Linie 3 durch Intercitys der Linie 50 ersetzt. Zwischen Gera Hbf und Erfurt Hbf gelten dabei auch Nahverkehrstickets. Hierfür stellt der IC 50 auch gleichzeitig einen Regionalzug der neu eingeführten Linie RE 51 dar.
| Zug- gattung Linie | Befahrene Strecken                                                         | Laufweg                                                                                         | Laufweg                                                              | Kursbuch- strecken- nummer | Verkehrs- unter- nehmen | Fahrzeuge im Regelbetrieb |
| ------------------ | -------------------------------------------------------------------------- | ----------------------------------------------------------------------------------------------- | -------------------------------------------------------------------- | -------------------------- | ----------------------- | ------------------------- |
| RE 3               | Erfurt–Weimar Weimar–Gera Gera–Lehndorf Gera–Weischlitz Lehndorf–Altenburg | Erfurt Hbf – Weimar – Jena West – Jena-Göschwitz – Stadtroda – Hermsdorf-Klosterlausnitz – Gera | – Gera Süd – Gera-Zwötzen – Wünschendorf – Berga – Neumühle – Greiz  | 540 541 565                | DB Regio Südost         | BR 612                    |
| RE 3               | Erfurt–Weimar Weimar–Gera Gera–Lehndorf Gera–Weischlitz Lehndorf–Altenburg | Erfurt Hbf – Weimar – Jena West – Jena-Göschwitz – Stadtroda – Hermsdorf-Klosterlausnitz – Gera | – Gera Süd – Ronneburg – Nöbdenitz – Schmölln – Lehndorf – Altenburg | 540 541 565                | DB Regio Südost         | BR 612                    |
| RE 3V              | Erfurt–Weimar Weimar–Gera                                                  | Erfurt Hbf – Weimar – Jena West – Jena-Göschwitz                                                | Erfurt Hbf – Weimar – Jena West – Jena-Göschwitz                     | 565                        | DB Regio Südost         | BR 612                    |

### RE 7
Der RE 7 (Erfurt Hbf–Würzburg Hbf) ist eine 207 Kilometer lange Linie, die Erfurt Hbf mit Würzburg Hbf verbindet. Mellrichstadt Bf ist die erste Station auf bayerischem Boden. Es besteht hier ein Zweistundentakt. Gräfenroda, Dietzhausen, Rohr, Rentwertshausen, Burglauer, Rottershausen, Poppenhausen und Oberwerrn werden nur vereinzelt in Tagesrandlage bedient.
| Zug- gattung Linie | Befahrene Strecken | Laufweg | Kursbuch- strecken- nummer | Verkehrs- unter- nehmen | Fahrzeuge im Regelbetrieb |
| ------------------ | --- | --- | -------------------------- | ----------------------- | ------------------------- |
| RE 7               | Erfurt–Neudietendorf Neudietendorf–Ritschenhausen Ritschenhausen–Schweinfurt Schweinfurt–Rottendorf Rottendorf–Würzburg | Erfurt Hbf – Neudietendorf – Arnstadt – Plaue – Zella-Mehlis – Suhl – Grimmenthal – Mellrichstadt Bf – Bad Neustadt – Münnerstadt – Ebenhausen – Schweinfurt Hbf – Würzburg Hbf | 570 815                    | DB Regio                | BR 612                    |

### RE 8
Der RE 8 (Leinefelde–Halle Hbf) fährt ab Berga-Kelbra in Sachsen-Anhalt und fährt zweistündlich.
| Zug- gattung Linie | Befahrene Strecken | Laufweg | Kursbuch- strecken- nummer | Verkehrs- unter- nehmen | Fahrzeuge im Regelbetrieb |
| ------------------ | ------------------ | --- | -------------------------- | ----------------------- | ------------------------- |
| RE 8               | Leinefelde–Halle   | Leinefelde – Bernterode – Sollstedt – Bleicherode Ost – Wolkramshausen – Nordhausen – Berga-Kelbra – Roßla – Sangerhausen – Wolferode – Lutherstadt Eisleben – Röblingen – Halle Hbf | 600 590                    | Abellio                 | BR 9442 (dreiteilig)      |

### RE 9
Der RE 9 (Kassel-Wilhelmshöhe–Halle Hbf) beginnt seinen Lauf zunächst über Hessen und Niedersachsen. Ab Berga-Kelbra fährt der Zug in Sachsen-Anhalt, wo er in Halle Hbf endet. Er verkehrt zweistündlich. Der erste und letzte Fahrt des Tages beginnt bzw. endet in Kassel Hbf.
| Zug- gattung Linie | Befahrene Strecken                   | Laufweg | Kursbuch- strecken- nummer | Verkehrs- unter- nehmen | Fahrzeuge im Regelbetrieb       |
| ------------------ | ------------------------------------ | --- | -------------------------- | ----------------------- | ------------------------------- |
| RE 9               | Kassel–Hann Münden Hann Münden–Halle | Kassel-Wilhelmshöhe – Hann Münden – Witzenhausen Nord – Eichenberg – Heiligenstadt – Leinefelde – Bleicherode Ost – Wolkramshausen – Nordhausen – Heringen – Görsbach – Berga-Kelbra – Roßla – Bennungen – Wallhausen – Sangerhausen – Blankenheim – Wolferode – Lutherstadt Eisleben – Röblingen – Halle Hbf | 590 600 611                | Abellio                 | BR 9442 (drei- oder fünfteilig) |

### RE 10
Der RE 10 (Erfurt Hbf–Magdeburg Hbf) fährt ab Oberröblingen auf dem Gebiet Sachsen-Anhalts und verkehrt alle 120 Minuten.
| Zug- gattung Linie | Befahrene Strecken                                                                                     | Laufweg | Kursbuch- strecken- nummer | Verkehrs- unter- nehmen | Fahrzeuge im Regelbetrieb |
| ------------------ | --- | --- | -------------------------- | ----------------------- | ------------------------- |
| RE 10              | Erfurt–Sangerhausen Sangerhausen–Blankenheim Blankenheim–Güsten Güsten–Schönebeck Schönebeck–Magdeburg | Erfurt Hbf – Erfurt Ost – Stotternheim – Großrudestedt – Sömmerda – Leubingen – Griefstedt – Heldrungen – Artern – Voigtstedt – Oberröblingen – Sangerhausen – Klostermansfeld – Hettstedt – Sandersleben – Güsten – Staßfurt – Schönebeck – Magdeburg-Buckau – Magdeburg Hbf | 595 335 590 330 340        | Start                   | BR 1648                   |

### RE 12
Der RE 12 (Leipzig Hbf–Saalfeld) ist eine Expresslinie und befährt zuerst das Gebiet Sachsens und Sachsen-Anhalts, bevor er sich ab Crossen in Thüringen befindet und seine Endstation Saalfeld erreicht. Meistens wird sie auf die Linie RB 32 nach Blankenstein durchgebunden. Diese Linie wird alle zwei Stunden bedient, durch Überlagerung mit der Linie RB 22 ergibt sich ungefähr ein Stundentakt.
| Zug- gattung Linie | Befahrene Strecken | Laufweg | Kursbuch- strecken- nummer | Verkehrs- unter- nehmen | Fahrzeuge im Regelbetrieb |
| ------------------ | ------------------ | --- | -------------------------- | ----------------------- | ------------------------- |
| RE 12              | Leipzig–Saalfeld   | Leipzig Hbf – Leipzig-Plagwitz – Leipzig-Knauthain – Zwenkau-Großdalzig – Pegau – Profen – Zeitz – Wetterzeube – Crossen Ort – Bad Köstritz – Gera-Langenberg – Gera Hbf – Gera Süd – Gera-Zwötzen – Weida – Niederpöllnitz – Triptis – Neustadt – Pößneck ob Bf – Saalfeld | 550 555                    | Erfurter Bahn           | BR 650                    |

### RE 15
Der RE 15 (Leipzig Hbf–Saalfeld) verkehrt im Zweistundentakt. Seit dem 9. Juni 2024 wird der RE 15 zwischen Naumburg und Jena Saalbahnhof auf Grund von Bauarbeiten nicht bedient.
| Zug- gattung Linie | Befahrene Strecken                                                  | Laufweg | Kursbuch- strecken- nummer | Verkehrs- unter- nehmen | Fahrzeuge im Regelbetrieb |
| ------------------ | ------------------------------------------------------------------- | --- | -------------------------- | ----------------------- | ------------------------- |
| RE 15              | Leipzig–Großkorbetha Großkorbetha–Saaleck Jena Saalbahnhof–Saalfeld | Leipzig Hbf – Leipzig-Möckern – Markranstädt – Bad Dürrenberg – Weißenfels – Naumburg Hbf – Bad Kösen – Camburg – Jena Paradies – Jena-Göschwitz – Kahla – Rudolstadt – Rudolstadt-Schwarza – Saalfeld | 582 580 590                | Abellio                 | BR 9442 (fünfteilig)      |

### RE 16
Der RE 16 (Erfurt Hbf–Halle Hbf) verbindet Erfurt Hbf und Halle Hbf in Sachsen-Anhalt stündlich miteinander. Seit dem 9. Juni 2024 wird der RE 16 zwischen Naumburg und Apolda auf Grund von Bauarbeiten nicht bedient.
Die Linie verkehrte bis zum Fahrplanwechsel am 10. Dezember 2023 zweistündlich, zwischen Erfurt und Großheringen im Wechsel mit der RE 17, die mit der Taktverdichtung eingestellt wurde.
| Zug- gattung Linie | Befahrene Strecken | Laufweg | Kursbuch- strecken- nummer | Verkehrs- unter- nehmen | Fahrzeuge im Regelbetrieb       |
| ------------------ | ------------------ | --- | -------------------------- | ----------------------- | ------------------------------- |
| RE 16              | Halle–Erfurt       | Erfurt Hbf – Weimar – Apolda – Großheringen – Bad Kösen – Naumburg Hbf – Weißenfels – Merseburg Hbf – Halle Hbf | 580                        | Abellio                 | BR 9442 (drei- oder fünfteilig) |

### RE 21
Der RE 21 (Erfurt Hbf–Gera Hbf) besteht aus einer einzelnen Fahrt am Abend von Gera Hbf nach Erfurt Hbf. Sie wird im Umlauf mit der RB 21 gefahren, bedient aber im Gegensatz zu dieser nur die Haltestellen, die auch RE 1 und RE 3 auf dieser Strecke bedienen.
| Zug- gattung Linie | Befahrene Strecken        | Laufweg                                                                                             | Kursbuch- strecken- nummer | Verkehrs- unter- nehmen | Fahrzeuge im Regelbetrieb |
| ------------------ | ------------------------- | --------------------------------------------------------------------------------------------------- | -------------------------- | ----------------------- | ------------------------- |
| RE 21              | Erfurt–Weimar Weimar–Gera | Erfurt Hbf – Weimar – Jena West – Jena-Göschwitz – Stadtroda – Hermsdorf-Klosterlausnitz – Gera Hbf | 565                        | Erfurter Bahn           | BR 650                    |

### RE 45
Die RE 45 (Erfurt Hbf–Ilmenau) fährt mit 4 Zugpaaren nur von Montag bis Freitag von Erfurt Hbf nach Ilmenau und hält im Gegensatz zur RB 46 nicht an allen Unterwegshalten.
| Zug- gattung Linie | Befahrene Strecken                                     | Laufweg                                                                                     | Kursbuch- strecken- nummer | Verkehrs- unter- nehmen | Fahrzeuge im Regelbetrieb |
| ------------------ | ------------------------------------------------------ | ------------------------------------------------------------------------------------------- | -------------------------- | ----------------------- | ------------------------- |
| RE 45              | Erfurt–Neudietendorf Neudietendorf–Plaue Plaue–Ilmenau | Erfurt Hbf – Neudietendorf – Arnstadt Hbf – Arnstadt Süd – Ilmenau Pörlitzer Höhe – Ilmenau | 566                        | Süd-Thüringen-Bahn      | BR 650                    |

### RE 50
Der RE 50 (Erfurt Hbf–Meiningen) ersetzt zwischen Erfurt Hbf und Meiningen die ehemalige Linie RE 45, verkehrt zweimal täglich und hält nicht an allen Unterwegshalten.
Der RE 50 (Erfurt Hbf–Wernshausen) fährt zwischen Erfurt Hbf und Wernshausen mit drei Fahrten (Mo–Fr) und hält nicht an allen Unterwegshalten.
| Zug- gattung Linie | Befahrene Strecken                                                       | Laufweg | Kursbuch- strecken- nummer | Verkehrs- unter- nehmen | Fahrzeuge im Regelbetrieb |
| ------------------ | ------------------------------------------------------------------------ | --- | -------------------------- | ----------------------- | ------------------------- |
| RE 50              | Erfurt–Neudietendorf Neudietendorf–Grimmenthal Grimmenthal–Meiningen     | Erfurt Hbf – Neudietendorf – Arnstadt Hbf – Plaue – Gräfenroda – Zella-Mehlis – Suhl – Grimmenthal – Meiningen | 570                        | Süd-Thüringen-Bahn      | BR 650                    |
| RE 50              | Erfurt–Neudietendorf Neudietendorf–Zella-Mehlis Zella-Mehlis–Wernshausen | Erfurt Hbf – Neudietendorf – Arnstadt Hbf – Plaue – Gräfenroda – Zella-Mehlis – Zella-Mehlis West – Benshausen – Viernau – Steinbach-Hallenberg – Altersbach – Schmalkalden-Fachhochschule – Schmalkalden – Auehütte – Mittelschmalkalden – Niederschmalkalden – Wernshausen | 570 573                    | Süd-Thüringen-Bahn      | BR 650                    |

### RE 51
Der RE 51 (Erfurt Hbf–Gera Hbf) entspricht auf dieser Strecke den Intercitys der Linie 50, die zwei- bis dreimal täglich aus Richtung Kassel nach Gera Hbf fahren. Diese Fernverkehrszüge ersetzen seit dem Fahrplanwechsel im Dezember 2018 die eigentlich zu diesen Zeiten verkehrenden RE 3. Die doppelte Linienbezeichnung ist notwendig, da in den Fernverkehrszügen auch Nahverkehrstickets gelten. Die Züge sind durch keine Aufschrift und Fahrgastinformationssysteme als RE 51 erkenntlich.
| Zug- gattung Linie | Befahrene Strecken        | Laufweg                                                                                             | Kursbuch- strecken- nummer | Verkehrs- unter- nehmen | Fahrzeuge im Regelbetrieb                                                      |
| ------------------ | ------------------------- | --------------------------------------------------------------------------------------------------- | -------------------------- | ----------------------- | ------------------------------------------------------------------------------ |
| RE 51 IC 50        | Erfurt–Weimar Weimar–Gera | Erfurt Hbf – Weimar – Jena West – Jena-Göschwitz – Stadtroda – Hermsdorf-Klosterlausnitz – Gera Hbf | 565                        | DB Fernverkehr          | BR 245 + 4 Reisezugwagen + 1 Steuerwagen (meist vom Typ Bpmbdzf oder Bpmmbdzf) |

### RE 55
Der RE 55 (Nordhausen–Erfurt Hbf) verkehrt alle zwei Stunden. Durch die Überlagerung mit der Linie RE 56 ergibt sich auf dieser Strecke ein stündliches Angebot.
| Zug- gattung Linie | Befahrene Strecken                              | Laufweg | Kursbuch- strecken- nummer | Verkehrs- unter- nehmen | Fahrzeuge im Regelbetrieb |
| ------------------ | ----------------------------------------------- | --- | -------------------------- | ----------------------- | ------------------------- |
| RE 55              | Nordhausen–Wolkramshausen Wolkramshausen–Erfurt | Nordhausen – Wolkramshausen – Sondershausen – Greußen – Straußfurt – Ringleben-Gebesee – Walschleben – Kühnhausen – Erfurt-Gispersleben – Erfurt Nord – Erfurt Hbf | 601                        | DB Regio Südost         | BR 642                    |

### RE 56
Der RE 56 (Nordhausen–Erfurt Hbf) verkehrt zweistündlich. Im Gegensatz zum RE 55 bedient er deutlich mehr Halte. Durch die Überlagerung mit letzterer Linie ergibt sich ein Stundentakt.
| Zug- gattung Linie | Befahrene Strecken                              | Laufweg | Kursbuch- strecken- nummer | Verkehrs- unter- nehmen | Fahrzeuge im Regelbetrieb |
| ------------------ | ----------------------------------------------- | --- | -------------------------- | ----------------------- | ------------------------- |
| RE 56              | Nordhausen–Wolkramshausen Wolkramshausen–Erfurt | Nordhausen – Werther – Wolkramshausen – Kleinfurra – Großfurra – Glückauf – Sondershausen – Hohenebra Ort – Niederspier – Wasserthaleben – Greußen – Gangloffsömmern – Straußfurt – Ringleben-Gebesee – Erfurt Nord – Erfurt Hbf | 601                        | DB Regio Südost         | BR 642                    |

### RB 13
Die RB 13 (Leipzig Hbf–Hof Hbf) fährt durch die Bundesländer Sachsen, Sachsen-Anhalt, Thüringen und Bayern. Sie fährt zwischen Leipzig Hbf und Weida vereinigt mit der Linie RB 22. Dabei verkehrt sie alle 120 Minuten.
| Zug- gattung Linie | Befahrene Strecken                         | Laufweg | Kursbuch- strecken- nummer | Verkehrs- unter- nehmen | Fahrzeuge im Regelbetrieb |
| ------------------ | ------------------------------------------ | --- | -------------------------- | ----------------------- | ------------------------- |
| RB 13              | Gera–Weida Weida–Mehltheuer Mehltheuer–Hof | Leipzig Hbf – Leipzig-Plagwitz – Leipzig-Knauthain – Zwenkau-Großdalzig – Pegau – Profen – Zeitz – Wetterzeube – Crossen Ort – Bad Köstritz – Gera-Langenberg – Gera Hbf – Gera Süd – Gera-Zwötzen – Weida – Weida Mitte – Weida Altstadt – Loitsch-Hohenleuben – Triebes – Zeulenroda unt Bf – Mehltheuer – Schönberg – Feilitzsch – Hof Hbf | 546                        | Erfurter Bahn           | BR 650                    |

### RB 20
Die RB 20 verkehrt täglich zwischen Leipzig Hbf und Eisenach Hbf. Wochentags verkehrt diese stündlich, wobei zwischen Erfurt Hbf und Eisenach Hbf zusätzlich zur Hauptverkehrszeit verstärkt wird. Bis zum Fahrplanwechsel im Dezember 2018 fuhr diese Linie bis Halle Hbf. Seit dem Fahrplanwechsel 2018/2019 ist der Endpunkt dieser Linie Leipzig Hbf und die RB 20 ersetzt zwischen Naumburg Hbf und Leipzig Hbf die ehemalige Stadt-Express-Linie 15.
| Zug- gattung Linie | Befahrene Strecken               | Laufweg | Kursbuch- strecken- nummer | Verkehrs- unter- nehmen | Fahrzeuge im Regelbetrieb |
| ------------------ | -------------------------------- | --- | -------------------------- | ----------------------- | ------------------------- |
| RB 20              | Leipzig–Großkorbetha Halle–Bebra | Leipzig Hbf – Leipzig-Möckern – Leipzig-Leutzsch – Leipzig-Rückmarsdorf – Leipzig-Miltitz – Markranstädt – Großlehna – Kötzschau – Bad Dürrenberg – Großkorbetha – Weißenfels – Leißling – Naumburg Hbf – Bad Kösen – Großheringen – Bad Sulza – Niedertrebra – Apolda – Oßmannstedt – Weimar – Hopfgarten – Vieselbach – Erfurt Hbf – Erfurt-Bischleben – Neudietendorf – Wandersleben – Seebergen – Gotha – Fröttstädt – Mechterstädt – Sättelstädt – Schönau – Wutha – Eisenach Hbf | 582 581                    | Abellio                 | BR 9442 (fünfteilig)      |

### RB 21
Die RB 21 (Erfurt Hbf–Gera Hbf) fährt zwischen den beiden Städten im Zweistundentakt und bedient im Gegensatz zu den Regionalexpresslinien 1 und 3 auch kleinere Orte. Der Abschnitt Weimar–Jena-Göschwitz wird montags bis freitags auf einen angenäherten Stundentakt verdichtet. In der Hauptverkehrszeit wird auch bis Gera Hbf im Stundentakt gefahren.
| Zug- gattung Linie | Befahrene Strecken        | Laufweg | Kursbuch- strecken- nummer | Verkehrs- unter- nehmen | Fahrzeuge im Regelbetrieb |
| ------------------ | ------------------------- | --- | -------------------------- | ----------------------- | ------------------------- |
| RB 21              | Erfurt–Weimar Weimar–Gera | Erfurt Hbf – Vieselbach – Weimar – Oberweimar – Mellingen – Großschwabhausen – Jena West – Jena-Göschwitz – Neue Schenke – Stadtroda – Papiermühle – Hermsdorf-Klosterlausnitz – Kraftsdorf – Töppeln – Gera Hbf | 565                        | Erfurter Bahn           | BR 650                    |

### RB 22
Die RB 22 (Leipzig Hbf–Saalfeld) durchquert zunächst Sachsen und Sachsen-Anhalt. Crossen ist der erste Halt in Thüringen. Sie fährt zwischen Leipzig Hbf und Weida vereinigt mit der Linie RB 13. Die Linie wird im Zweistundentakt bedient, durch Überlagerung mit der Linie RE 12 ergibt sich ungefähr ein Stundentakt.
| Zug- gattung Linie | Befahrene Strecken | Laufweg | Kursbuch- strecken- nummer | Verkehrs- unter- nehmen | Fahrzeuge im Regelbetrieb |
| ------------------ | ------------------ | --- | -------------------------- | ----------------------- | ------------------------- |
| RB 22              | Leipzig–Saalfeld   | Leipzig Hbf – Leipzig-Plagwitz – Leipzig-Knauthain – Zwenkau-Großdalzig – Pegau – Profen – Zeitz – Crossen Ort – Crossen – Bad Köstritz – Gera Hbf – Gera Süd – Gera-Zwötzen – Wolfsgefärth – Weida – Niederpöllnitz – Triptis – Neustadt – Neunhofen – Oppurg – Pößneck ob Bf – Krölpa-Ranis – Könitz – Unterwellenborn – Saalfeld | 550 555                    | Erfurter Bahn           | BR 650                    |

### RB 23
Die RB 23 (Erfurt Hbf–Saalfeld) fährt diese Strecke im Stundentakt. Zwischen Erfurt Hbf und Arnstadt Hbf verkehren die Züge vereinigt mit der Linie RB 46 nach Ilmenau. In Paulinzella wird nur zweistündlich gehalten. Bis Dezember 2024 haben einzelne Züge des RE 47 die Linie ergänzt. Die Linie wurde bis zum Fahrplanwechsel im Dezember 2017 im Zweistundentakt betrieben.
| Zug- gattung Linie | Befahrene Strecken                                            | Laufweg | Kursbuch- strecken- nummer | Verkehrs- unter- nehmen | Fahrzeuge im Regelbetrieb |
| ------------------ | ------------------------------------------------------------- | --- | -------------------------- | ----------------------- | ------------------------- |
| RB 23              | Erfurt–Neudietendorf Neudietendorf–Arnstadt Arnstadt–Saalfeld | Erfurt Hbf – Erfurt-Bischleben – Neudietendorf – Sülzenbrücken – Haarhausen – Arnstadt Hbf – Marlishausen – Niederwillingen – Stadtilm – Singen – Paulinzella – Rottenbach – Bad Blankenburg – Saalfeld | 561                        | Erfurter Bahn           | BR 650                    |

### RB 25
Die RB 25 verkehrt täglich stündlich zwischen Halle Hbf und Saalfeld. Ab Camburg verläuft die Linie in Thüringen.
| Zug- gattung Linie | Befahrene Strecken                | Laufweg | Kursbuch- strecken- nummer | Verkehrs- unter- nehmen | Fahrzeuge im Regelbetrieb                             |
| ------------------ | --------------------------------- | --- | -------------------------- | ----------------------- | ----------------------------------------------------- |
| RB 25              | Halle–Bebra Großheringen–Saalfeld | Halle Hbf – Halle-Ammendorf – Schkopau – Merseburg Hbf – Leuna Werke Nord – Leuna Werke Süd – Großkorbetha – Weißenfels – Leißling – Naumburg Hbf – Bad Kösen – Camburg – Dornburg – Porstendorf – Jena-Zwätzen – Jena Saalbf – Jena Paradies – Jena-Göschwitz – Rothenstein – Kahla – Orlamünde – Zeutsch – Uhlstädt – Rudolstadt – Rudolstadt-Schwarza – Saalfeld | 581 560                    | Abellio                 | BR 9442 (drei- oder fünfteilig) BR 6442 (sechsteilig) |

### RB 26
Die RB 26 (Weimar–Kranichfeld) fährt zwischen den beiden Orten stündlich. Im morgendlichen Berufsverkehr wird das Angebot auf einen 30-Minuten-Takt verdichtet.
| Zug- gattung Linie | Befahrene Strecken | Laufweg | Kursbuch- strecken- nummer | Verkehrs- unter- nehmen | Fahrzeuge im Regelbetrieb |
| ------------------ | ------------------ | --- | -------------------------- | ----------------------- | ------------------------- |
| RB 26              | Weimar–Kranichfeld | Weimar – Weimar West – Weimar Berkaer Bf – Nohra – Obergrunstedt – Holzdorf – Legefeld – Hetschburg – Bad Berka Zeughausplatz – Bad Berka – München – Tannroda – Kranichfeld | 579                        | Erfurter Bahn           | BR 650                    |

### RB 27
Die RB 27 (Sömmerda–Buttstädt) verkehrt alle 120 Minuten mit einem Verdichterzug am Nachmittag für den Berufsschulverkehr.
| Zug- gattung Linie | Befahrene Strecken | Laufweg                                                                                                  | Kursbuch- strecken- nummer | Verkehrs- unter- nehmen | Fahrzeuge im Regelbetrieb |
| ------------------ | ------------------ | --- | -------------------------- | ----------------------- | ------------------------- |
| RB 27              | Sömmerda–Buttstädt | Sömmerda – Kiebitzhöhe – Kölleda – Großneuhausen – Olbersleben-Ellersleben – Guthmannshausen – Buttstädt | 594                        | Erfurter Bahn           | BR 650                    |

### RB 28
Die RB 28 (Jena Saalbf–Pößneck unt Bf) fährt alle zwei Stunden, montags bis freitags in der Hauptverkehrszeit alle 60 Minuten. In den Tagesrandlagen verkehren einzelne Züge nur zwischen Pößneck und Orlamünde, wo durch den RB 25 Anschluss nach beziehungsweise von Jena besteht.
| Zug- gattung Linie | Befahrene Strecken               | Laufweg | Kursbuch- strecken- nummer | Verkehrs- unter- nehmen | Fahrzeuge im Regelbetrieb |
| ------------------ | -------------------------------- | --- | -------------------------- | ----------------------- | ------------------------- |
| RB 28              | Jena–Orlamünde Orlamünde–Pößneck | Jena Saalbf – Jena Paradies – Jena-Göschwitz – Rothenstein – Kahla – Orlamünde – Freienorla – Langenorla West – Langenorla Ost – Pößneck unt Bf | 559                        | Erfurter Bahn           | BR 650                    |

### RB 32
Die RB 32 (Saalfeld–Blankenstein) verkehrt alle 120 Minuten.
| Zug- gattung Linie | Befahrene Strecken                                                  | Laufweg | Kursbuch- strecken- nummer | Verkehrs- unter- nehmen | Fahrzeuge im Regelbetrieb |
| ------------------ | ------------------------------------------------------------------- | --- | -------------------------- | ----------------------- | ------------------------- |
| RB 32              | Saalfeld–Hockeroda Hockeroda–Unterlemnitz Unterlemnitz–Blankenstein | Saalfeld – Breternitz – Kaulsdorf – Hockeroda – Leutenberg – Lichtentanne – Wurzbach – Unterlemnitz – Bad Lobenstein – Harra Nord – Harra – Blankenstein | 557                        | Erfurter Bahn           | BR 650                    |

### RB 40
Die RB 40 (Meiningen–Schweinfurt Hbf) beginnt in Meiningen und verläuft ab Mellrichstadt in Bayern. Dabei wird alle 120 Minuten gefahren.
| Zug- gattung Linie | Befahrene Strecken    | Laufweg | Kursbuch- strecken- nummer | Verkehrs- unter- nehmen | Fahrzeuge im Regelbetrieb |
| ------------------ | --------------------- | --- | -------------------------- | ----------------------- | ------------------------- |
| RB 40              | Meiningen–Schweinfurt | Meiningen – Ritschenhausen – Wölfershausen – Bibra – Rentwertshausen – Mellrichstadt Bf – Bad Neustadt – Burglauer – Münnerstadt – Rottershausen – Ebenshausen – Poppenhausen – Oberwerrn – Schweinfurt Hbf | 815                        | Erfurter Bahn           | BR 650                    |

### RB 41
Die RB 41 (Eisenach Hbf–Neuhaus) wird zweistündlich durchgehend auf der Gesamtstrecke bedient. Zusätzlich verkehren ebenfalls zweistündlich Züge auf den Abschnitten Eisenach Hbf–Meiningen, Meinigen–Eisfeld sowie Sonneberg Hbf–Neuhaus, wobei die Züge Eisenach Hbf–Meiningen meist auf die Linie RB 41 von/nach Erfurt Hbf durchgebunden sind. Die meisten Züge halten nicht in Untermaßfeld.
| Zug- gattung Linie | Befahrene Strecken                                                       | Laufweg | Kursbuch- strecken- nummer | Verkehrs- unter- nehmen | Fahrzeuge im Regelbetrieb |
| ------------------ | ------------------------------------------------------------------------ | --- | -------------------------- | ----------------------- | ------------------------- |
| RB 41              | Eisenach–Eisfeld Eisfeld–Sonneberg Sonneberg–Ernstthal Ernstthal–Neuhaus | Eisenach Hbf – Förtha – Marksuhl – Ettenhausen – Oberrohn – Bad Salzungen – Immelborn – Breitungen – Wernshausen – Schwallungen – Wasungen – Walldorf – Meiningen – Untermaßfeld – Grimmenthal – Vachdorf – Themar – Reurieth – Hildburghausen – Veilsdorf – Harras – Eisfeld – Bachfeld – Schalkau – Schalkau Mitte – Rauenstein – Seltendorf – Effelder – Mengersgereuth-Hämmern – Mengersgereuth-Hämmern Ost – Sonneberg West – Sonneberg Hbf – Sonneberg Ost – Sonneberg Nord – Hüttengrund – Blechhammer – Steinach Süd – Steinach – Lauscha – Oberlauscha – Ernstthal – Neuhaus-Igelshieb – Neuhaus | 564 569 575                | Süd-Thüringen-Bahn      | BR 650                    |

### RB 43
Die RB 43 (Wernshausen–Suhl) fährt alle 60 Minuten zwischen Wernshausen und Zella-Mehlis. Einzelne Züge verkehren darüber hinaus nach Suhl oder Erfurt Hbf.
| Zug- gattung Linie | Befahrene Strecken                         | Laufweg | Kursbuch- strecken- nummer | Verkehrs- unter- nehmen | Fahrzeuge im Regelbetrieb |
| ------------------ | ------------------------------------------ | --- | -------------------------- | ----------------------- | ------------------------- |
| RB 43              | Wernshausen–Zella-Mehlis Zella-Mehlis–Suhl | Wernshausen – Niederschmalkalden – Mittelschmalkalden – Auehütte – Schmalkalden – Schmalkalden-Fachhochschule – Altersbach – Steinbach-Hallenberg – Viernau – Benshausen – Zella-Mehlis West – Zella-Mehlis – Suhl | 573                        | Süd-Thüringen-Bahn      | BR 650                    |

### RB 44
Die RB 44 (Erfurt Hbf–Meiningen) fährt im Zweistundentakt, in den anderen Stunden pendeln zwischen Grimmenthal und Meiningen Anschlusszüge vom/zum RE 7. Die Züge von Erfurt Hbf sind in Meiningen meist auf die Linie RB 41 von/nach Eisenach Hbf durchgebunden.
| Zug- gattung Linie | Befahrene Strecken                                                   | Laufweg | Kursbuch- strecken- nummer | Verkehrs- unter- nehmen | Fahrzeuge im Regelbetrieb |
| ------------------ | -------------------------------------------------------------------- | --- | -------------------------- | ----------------------- | ------------------------- |
| RB 44              | Erfurt–Neudietendorf Neudietendorf–Grimmenthal Grimmenthal–Meiningen | Erfurt Hbf – Neudietendorf – Arnstadt Hbf – Plaue – Gräfenroda – Dörrberg – Gehlberg – Zella-Mehlis – Suhl – Suhl-Heinrichs – Dietzhausen – Rohr – Grimmenthal – Untermaßfeld – Meiningen | 570                        | Süd-Thüringen-Bahn      | BR 650                    |

### RB 46
Die RB 46 (Erfurt Hbf–Ilmenau) fährt täglich von Erfurt Hbf nach Ilmenau alle 60 Minuten. Der Abschnitt bis Rennsteig wird nur am Wochenende von drei bis vier Zugpaaren am Tag bedient. Zwischen Erfurt Hbf und Arnstadt Hbf verkehren die Züge vereinigt mit der Linie RB 23 nach Saalfeld, zwei Zugpaare in den Abendstunden verkehren gemeinsam mit der Linie RB 44 nach Meiningen von Erfurt Hbf bis Plaue.
| Zug- gattung Linie | Befahrene Strecken                                       | Laufweg | Kursbuch- strecken- nummer | Verkehrs- unter- nehmen | Fahrzeuge im Regelbetrieb |
| ------------------ | -------------------------------------------------------- | --- | -------------------------- | ----------------------- | ------------------------- |
| RB 46              | Erfurt–Neudietendorf Neudietendorf–Plaue Plaue–Rennsteig | Erfurt Hbf – Neudietendorf – Arnstadt Hbf – Arnstadt Süd – Plaue – Martinroda – Geraberg – Elgersburg – Ilmenau-Roda – Ilmenau Pörlitzer Höhe – Ilmenau – Ilmenau Bad – Manebach – Stützerbach – Rennsteig | 566                        | Süd-Thüringen-Bahn      | BR 650                    |

### RB 48
Die RB 48 (Fröttstädt–Friedrichroda) verkehrt alle 60 Minuten.
| Zug- gattung Linie | Befahrene Strecken       | Laufweg | Kursbuch- strecken- nummer | Verkehrs- unter- nehmen | Fahrzeuge im Regelbetrieb |
| ------------------ | ------------------------ | --- | -------------------------- | ----------------------- | ------------------------- |
| RB 48              | Fröttstädt–Friedrichroda | Fröttstädt – Hörselgau – Waltershausen – Waltershausen Schnepfenthal – Reinhardsbrunn-Friedrichroda – Friedrichroda | 606                        | Süd-Thüringen-Bahn      | BR 650                    |

### RB 52
Die RB 52 (Leinefelde–Erfurt Hbf) fährt alle 120 Minuten.
| Zug- gattung Linie | Befahrene Strecken                                                      | Laufweg | Kursbuch- strecken- nummer | Verkehrs- unter- nehmen | Fahrzeuge im Regelbetrieb |
| ------------------ | ----------------------------------------------------------------------- | --- | -------------------------- | ----------------------- | ------------------------- |
| RB 52              | Leinefelde–Bad Langensalza Bad Langensalza–Kühnhausen Kühnhausen–Erfurt | Leinefelde – Birkungen – Silberhausen – Dachrieden – Ammern – Mühlhausen – Seebach – Großengottern – Schönstedt – Bad Langensalza – Gräfentonna – Döllstädt – Dachwig – Elxleben – Kühnhausen – Erfurt-Gispersleben – Erfurt Nord – Erfurt Hbf | 600 603 604                | DB Regio Südost         | BR 642 BR 641             |

### RB 53
Die RB 53 (Bad Langensalza–Gotha) verkehrt alle zwei Stunden. Morgens wird die Strecke zeitweise stündlich bedient.
| Zug- gattung Linie | Befahrene Strecken    | Laufweg                                                                    | Kursbuch- strecken- nummer | Verkehrs- unter- nehmen | Fahrzeuge im Regelbetrieb |
| ------------------ | --------------------- | -------------------------------------------------------------------------- | -------------------------- | ----------------------- | ------------------------- |
| RB 53              | Bad Langensalza–Gotha | Bad Langensalza – Eckardtsleben – Ballstädt – Bufleben – Gotha Ost – Gotha | 604                        | DB Regio Südost         | BR 642                    |

### RB 57
Die RB 57 (Heilbad Heiligenstadt–Nordhausen) stellt alle zwei Stunden eine Verbindung zwischen beiden Orten her. Hinzu kommen noch einzelne Verstärkerzüge. Zwischen Nordhausen und Sangerhausen verkehren nur einzelne Züge.
| Zug- gattung Linie | Befahrene Strecken                 | Laufweg | Kursbuch- strecken- nummer | Verkehrs- unter- nehmen | Fahrzeuge im Regelbetrieb |
| ------------------ | ---------------------------------- | --- | -------------------------- | ----------------------- | ------------------------- |
| RB 57              | Heilbad Heiligenstadt–Sangerhausen | Heiligenstadt – Bodenrode – Wingenrode – Beuren – Leinefelde – Hausen – Gernrode-Niederorschel – Bernterode – Sollstedt – Gebra – Bleicherode Ost – Wippersdorf – Nohra – Wolkramshausen – Werther – Nordhausen – Heringen – Görsbach – Berga-Kelbra – Roßla – Bennungen – Wallhausen – Sangerhausen | 600                        | Abellio                 | BR 9442 (dreiteilig)      |

### RB 59
Die RB 59 (Erfurt Hbf–Sangerhausen) fährt alle zwei Stunden. Unter der Woche besteht zur Hauptverkehrszeit ein 30- bis 60-Minuten-Takt zwischen Erfurt Hbf und Sömmerda. Der Haltepunkt Reinsdorf wird nur an den Wochenenden und Feiertagen bedient. Der Haltepunkt Griefstedt wird nicht an den Wochenenden und Feiertagen bedient.
| Zug- gattung Linie | Befahrene Strecken  | Laufweg | Kursbuch- strecken- nummer | Verkehrs- unter- nehmen | Fahrzeuge im Regelbetrieb |
| ------------------ | ------------------- | --- | -------------------------- | ----------------------- | ------------------------- |
| RB 59              | Erfurt–Sangerhausen | Erfurt Hbf – Erfurt Ost – Stotternheim – Großrudestedt – Sömmerda – Leubingen – Griefstedt – Etzleben – Heldrungen – Bretleben – Reinsdorf – Artern – Sangerhausen | 595 335                    | Abellio                 | BR 9442 (dreiteilig)      |

### RB 60
Die RB 60 (Rottenbach–Katzhütte) verkehrt im Stundentakt.
| Zug- gattung Linie | Befahrene Strecken   | Laufweg | Kursbuch- strecken- nummer | Verkehrs- unter- nehmen                  | Fahrzeuge im Regelbetrieb |
| ------------------ | -------------------- | --- | -------------------------- | ---------------------------------------- | ------------------------- |
| RB 60              | Rottenbach–Katzhütte | Rottenbach – Bechstedt-Trippstein – Schwarzburg – Sitzendorf-Unterweißbach – Obstfelderschmiede – Mellenbach-Glasbach – Meuselbach-Schwarzmühle – Katzhütte | 562                        | Oberweißbacher Berg- und Schwarzatalbahn | BR 641                    |

### RB 61
Die RB 61 (Obstfelderschmiede–Cursdorf) fährt jede halbe Stunde. Es gilt ein besonderer Tarif.
| Zug- gattung Linie | Befahrene Strecken          | Laufweg                                                                            | Kursbuch- strecken- nummer | Verkehrs- unter- nehmen                  | Fahrzeuge im Regelbetrieb |
| ------------------ | --------------------------- | ---------------------------------------------------------------------------------- | -------------------------- | ---------------------------------------- | ------------------------- |
| RB 61              | Obstfelderschmiede–Cursdorf | Obstfelderschmiede – Lichtenhain a. d. Bergbahn – Oberweißbach-Deesbach – Cursdorf | 563                        | Oberweißbacher Berg- und Schwarzatalbahn | BR 479.2                  |

### HSB
Die HSB (Nordhausen Nord–Ilfeld Neanderklinik) verkehrt im teilweise verdichteten Stundentakt zwischen Nordhausen und Ilfeld Neanderklinik. Etliche Züge fahren weiter Eisfelder Talmühle. Die HSB bindet eigenverantwortlich einige Züge bis Hasselfelde bzw. Quedlinburg durch. Außerdem gibt es eine Verbindung von Eisfelder Talmühle nach Wernigerode, welche die thüringischen Haltepunkte Sophienhof und Tiefenbachmühle bedient.
| Zug- gattung Linie | Befahrene Strecken          | Laufweg | Laufweg | Kursbuch- strecken- nummer | Verkehrs- unter- nehmen | Fahrzeuge im Regelbetrieb |
| ------------------ | --------------------------- | --- | --- | -------------------------- | ----------------------- | ------------------------- |
| HSB                | Harzquerbahn (Selketalbahn) | Nordhausen Nord / Nordhausen Bahnhofsvorplatz – Nordhausen Hesseröder Straße – Nordhausen Altentor – Nordhausen Ricarda-Huch-Straße – Nordhausen Schurzfell – Nordhauen-Krimderode – Niedersachswerfen Herkulesmarkt – Niedersachswerfen Ost – Niedersachswerfen Ilfelder Straße – Ilfeld Schreiberwiese – Ilfeld – Ilfeld Neanderklinik (– Ilfeld Bad – Netzkater – Eisfelder Talmühle) | Nordhausen Nord / Nordhausen Bahnhofsvorplatz – Nordhausen Hesseröder Straße – Nordhausen Altentor – Nordhausen Ricarda-Huch-Straße – Nordhausen Schurzfell – Nordhauen-Krimderode – Niedersachswerfen Herkulesmarkt – Niedersachswerfen Ost – Niedersachswerfen Ilfelder Straße – Ilfeld Schreiberwiese – Ilfeld – Ilfeld Neanderklinik (– Ilfeld Bad – Netzkater – Eisfelder Talmühle) | 326 (333)                  | Harzer Schmalspur Bahn  | BR 187, Combino Duo       |

## Sonstiger ausfallender/einfallender Regionalverkehr in Thüringen
Regionalverkehr, welcher Start- und Zielpunkt innerhalb von Thüringen hat, jedoch größtenteils in Nachbarländern verkehrt und zu deren Linienschema gehört.

### RB 4
Die RB 4 (Gera Hbf–Weischlitz) fährt ab Gera in Richtung Süden. Elsterberg ist die erste Station auf sächsischem Boden. Kurz darauf kreuzt die Strecke nochmals Thüringen und führt weiter über Plauen nach Weischlitz. Die Linie wird im Zweistundentakt gefahren.
| Zug- gattung Linie | Befahrene Strecken               | Laufweg | Kursbuch- strecken- nummer | Verkehrs- unter- nehmen | Fahrzeuge im Regelbetrieb |
| ------------------ | -------------------------------- | --- | -------------------------- | ----------------------- | ------------------------- |
| RB 4               | Gera–Weischlitz Weischlitz–Adorf | Gera Hbf – Gera Süd – Gera-Zwötzen – Wünschendorf Nord – Wünschendorf – Berga – Neumühle – Greiz – Greiz-Dölau – Elsterberg – Elsterberg-Kunstseidenwerk – Rentzschmühle – Barthmühle – Plauen Mitte – Kürbitz – Weischlitz (– Adorf) | 541                        | Vogtland Bahn           | BR 650                    |

### S 5
Die S 5 (Halle Hbf–Altenburg–Zwickau Hbf) ist eine Linie der S-Bahn Mitteldeutschland. Die Züge beginnen in Halle Hbf und fahren zunächst in Sachsen. Der in Thüringen liegende Abschnitt ist relativ kurz. Von Crimmitschau bis Zwickau Hbf geht es wieder in Sachsen weiter. Zwischen Halle Hbf und Altenburg besteht ein Stundentakt. Zwischen Altenburg und Zwickau Hbf wird nur alle zwei Stunden gefahren. Wegen Bauarbeiten in Treben-Lehma wird der Haltepunkt Treben-Lehma bis Ende März 2026 nur in Tagesrandlage bedient und wird durch ein Rufbus in Relation Regis-Breitingen – Treben-Lehma – Altenburg ersetzt.
| Zug- gattung Linie | Befahrene Strecken                                                                                            | Laufweg | Kursbuch- strecken- nummer | Verkehrs- unter- nehmen | Fahrzeuge im Regelbetrieb                             |
| ------------------ | --- | --- | -------------------------- | ----------------------- | ----------------------------------------------------- |
| S 5                | Halle Hbf–Gröbers Gröbers–Leipzig Hbf Leipzig Hbf–Leipzig Bayer Bf Leipzig Bayer Bf–Werdau Werdau–Zwickau Hbf | Halle Hbf – Flughafen Leipzig/Halle ✈ – Leipzig Messe – Leipzig Hbf – Leipzig Markt – Leipzig Wilhelm-Leuschner-Platz – Leipzig Bayerischer Bahnhof – Leipzig MDR – Leipzig-Connewitz – Markkleeberg Nord – Markkleeberg – Böhlen – Böhlen Werke – Neukieritzsch – Deutzen – Regis-Breitingen – Treben-Lehma – Altenburg – Lehndorf – Gößnitz – Ponitz – Crimmitschau – Schweinsburg-Culten – Werdau Nord – Werdau – Steinpleis – Lichtentanne – Zwickau Hbf | 340 580 530 510            | DB Regio Südost         | BR 1442 (drei- oder vierteilig oder beides gekuppelt) |

### S 5X
Der S 5X (Halle Hbf–Zwickau Hbf) ist eine zusätzliche Expresslinie zur S 5. Diese verkehrt auf kompletter Länge stündlich zwischen Halle Hbf und Zwickau Hbf. Außerhalb des Raumes Halle/Leipzig werden nur größere Orte bedient.
| Zug- gattung Linie | Befahrene Strecken                                                                                            | Laufweg | Kursbuch- strecken- nummer | Verkehrs- unter- nehmen | Fahrzeuge im Regelbetrieb                             |
| ------------------ | --- | --- | -------------------------- | ----------------------- | ----------------------------------------------------- |
| S 5X               | Halle Hbf–Gröbers Gröbers–Leipzig Hbf Leipzig Hbf–Leipzig Bayer Bf Leipzig Bayer Bf–Werdau Werdau–Zwickau Hbf | Halle Hbf – Flughafen Leipzig/Halle ✈ – Leipzig Messe – Leipzig Hbf – Leipzig Markt – Leipzig Wilhelm-Leuschner-Platz – Leipzig Bayerischer Bahnhof – Leipzig MDR – Leipzig-Connewitz – Markkleeberg Nord – Markkleeberg – Böhlen – Altenburg – Gößnitz – Crimmitschau – Werdau – Zwickau Hbf | 340 580 530 510            | DB Regio Südost         | BR 1442 (drei- oder vierteilig oder beides gekuppelt) |

### RB 6
Die RB 6 (Bebra–Eisenach Hbf) fährt ausschließlich auf der Thüringer Bahn. Zunächst beginnt die Fahrt in Hessen. Ab Gerstungen geht es in Thüringen weiter, bis auf Herleshausen, das noch auf hessischem Gebiet liegt. Die Linie verkehrt werktags alle 60 Minuten und am Wochenende alle 120 Minuten.
| Zug- gattung Linie | Befahrene Strecken | Laufweg | Kursbuch- strecken- nummer | Verkehrs- unter- nehmen | Fahrzeuge im Regelbetrieb |
| ------------------ | ------------------ | --- | -------------------------- | ----------------------- | ------------------------- |
| RB 6               | Bebra–Eisenach     | Bebra – Ronshausen – Wildeck-Hönebach – Wildeck-Bosserode – Wildeck-Obersuhl – Gerstungen – Herleshausen Hp – Hörschel Hp – Eisenach Opelwerke Hp – Eisenach West – Eisenach Hbf | 605                        | cantus                  | Flirt                     |

### RE 14
Der RE 14 (Saalfeld–Nürnberg Hbf) verkehrt im Stundentakt. Probstzella ist der letzte Bahnhof in Thüringen. Anschließend geht es in Bayern weiter und der Zug endet in Nürnberg Hbf. Nur noch einzelne Leistungen im morgendlichen Berufsverkehr verkehren bis nach Camburg.
| Zug- gattung Linie | Befahrene Strecken                                                                                  | Laufweg | Kursbuch- strecken- nummer | Verkehrs- unter- nehmen | Fahrzeuge im Regelbetrieb |
| ------------------ | --------------------------------------------------------------------------------------------------- | --- | -------------------------- | ----------------------- | ------------------------- |
| RE 14              | Saalfeld–Probstzella Probstzella–Hochstadt-Marktzeuln Hochstadt-Marktzeuln–Bamberg Bamberg–Nürnberg | Saalfeld – Breternitz – Kaulsdorf – Probstzella – Ludwigsstadt – Steinbach – Förtschendorf – Pressig-Rothenkirchen – Stockheim – Gundelsdorf – Kronach – Küps / Hochstadt-Marktzeuln – Lichtenfels – Bad Staffelstein – Ebensfeld – Zapfendorf – Ebing – Breitengüßbach – Hallstadt – Bamberg – Hirschaid – Forchheim – Erlangen – Fürth Hbf – Nürnberg Hbf | 840 841 820                | DB Regio Bayern         | BR 1462                   |

### RE 19
Der RE 19 (Sonneberg Hbf–Nürnberg Hbf) bedient innerhalb von Thüringen nur den Startpunkt Sonneberg Hbf. Die Linie fährt im Stundentakt zwischen Sonneberg Hbf und Coburg sowie Taktlücken durch den RE 29 (Erfurt Hbf–Nürnberg Hbf) zwischen Coburg und Nürnberg Hbf. Die Züge verkehren als Franken-Thüringen-Express (FTX).
| Zug- gattung Linie | Befahrene Strecken | Laufweg | Kursbuch- strecken- nummer | Verkehrs- unter- nehmen | Fahrzeuge im Regelbetrieb |
| ------------------ | --- | --- | -------------------------- | ----------------------- | ------------------------- |
| RE 19              | Sonneberg–Coburg Coburg–Creidlitz Creidlitz–Weißenbrunn SFS Weißenbrunn–Unterleiterbach Unterleiterbach–Bamberg Bamberg–Nürnberg | Sonneberg Hbf – Neustadt (b Coburg) – Mönchröden – Rödental Mitte – Rödental – Dörfles-Esbach – Coburg Nord – Coburg – Bamberg – Hirschaid – Forchheim – Erlangen – Fürth Hbf – Nürnberg Hbf | 820                        | DB Regio Bayern         | BR 1462 (sechsteilig)     |

### RE 28
Der RE 28 (Sonneberg Hbf–Lichtenfels) bedient innerhalb von Thüringen nur den Startpunkt Sonneberg Hbf. Es fahren einzelne Züge in den Morgen- und Abendstunden zwischen Coburg und Lichtenfels, wobei der erste Zug des Tages weiter nach Nürnberg Hbf verkehrt. Die Züge verkehren als Franken-Thüringen-Express (FTX).
| Zug- gattung Linie | Befahrene Strecken                                                       | Laufweg | Kursbuch- strecken- nummer | Verkehrs- unter- nehmen | Fahrzeuge im Regelbetrieb |
| ------------------ | ------------------------------------------------------------------------ | --- | -------------------------- | ----------------------- | ------------------------- |
| RE 28              | Sonneberg–Coburg Coburg–Lichtenfels Lichtenfels–Bamberg Bamberg–Nürnberg | Sonneberg Hbf – Neustadt (b Coburg) – Mönchröden – Rödental Mitte – Rödental – Dörfles-Esbach – Coburg Nord – Coburg – Ebersdorf – Lichtenfels (– Bad Staffelstein – Ebensfeld – Breitengüßbach – Bamberg – Hirschaid – Forchheim – Erlangen – Fürth Hbf – Nürnberg Hbf) | 820                        | DB Regio Bayern         | BR 1462 (vierteilig)      |

### RE 29
Der RE 29 (Erfurt Hbf–Nürnberg Hbf) besteht aus fünf Zugpaaren am Tag, die über die Schnellfahrstrecke der VDE 8.1 verkehren. Er bedient innerhalb von Thüringen nur Erfurt Hbf als Startpunkt. Die Züge verkehren als Franken-Thüringen-Express (FTX).
| Zug- gattung Linie | Befahrene Strecken                                 | Laufweg                                                                                           | Kursbuch- strecken- nummer | Verkehrs- unter- nehmen | Fahrzeuge im Regelbetrieb |
| ------------------ | -------------------------------------------------- | ------------------------------------------------------------------------------------------------- | -------------------------- | ----------------------- | ------------------------- |
| RE 29              | Erfurt–EbensfeldEbensfeld-Bamberg Bamberg-Nürnberg | Erfurt Hbf – Coburg Nord – Coburg – Bamberg – Hirschaid – Forchheim – Erlangen – Fürth – Nürnberg | 820                        | DB Regio Bayern         | BR 1462 (sechsteilig)     |

### RB 80
Die RB 80 (Göttingen–Nordhausen) verbindet beide Orte alle zwei Stunden miteinander, wobei sich durch die Überlagerung mit der RB81 ein Stundentakt zwischen Northeim und Nordhausen ergibt. Auf thüringischem Gebiet befinden sich dabei die Stationen Ellrich, Woffleben, Niedersachswerfen, Nordhausen-Salza und Nordhausen; der Rest der Strecke verläuft in Niedersachsen.
| Zug- gattung Linie | Befahrene Strecken                     | Laufweg | Kursbuch- strecken- nummer | Verkehrs- unter- nehmen | Fahrzeuge im Regelbetrieb |
| ------------------ | -------------------------------------- | --- | -------------------------- | ----------------------- | ------------------------- |
| RB 80              | Göttingen–Northeim Northeim–Nordhausen | Göttingen – Nörten-Hardenberg – Northeim – Katlenburg – Wulften – Hattorf – Herzberg – Bad Lauterberg – Bad Sachsa – Walkenried – Ellrich – Woffleben – Niedersachswerfen – Nordhausen-Salza – Nordhausen | 350 357                    | DB Regio Nord           | BR 648                    |

### RB 81
Die RB 81 (Bodenfelde–Nordhausen) verkehrt, wie die RB 80, im Zweistundentakt und ergänzt sich mit dieser zwischen Northeim und Nordhausen zu einem Stundentakt. Nach dem niedersächsischen Startbahnhof Bodenfelde wird kurzzeitig auch (ohne Halt) durch Hessen gefahren, bevor die Strecke dann wieder auf niedersächsischem Gebiet bis kurz hinter Walkenried verläuft. Analog zur RB 80 liegen nur die danach folgenden fünf Stationen dieser Linie von Ellrich bis Nordhausen in Thüringen.
| Zug- gattung Linie | Befahrene Strecken                      | Laufweg | Kursbuch- strecken- nummer | Verkehrs- unter- nehmen | Fahrzeuge im Regelbetrieb |
| ------------------ | --------------------------------------- | --- | -------------------------- | ----------------------- | ------------------------- |
| RB 81              | Bodenfelde–Northeim Northeim–Nordhausen | Bodenfelde – Uslar – Volpriehausen – Hardegsen – Northeim – Katlenburg – Wulften – Hattorf – Herzberg – Bad Lauterberg – Bad Sachsa – Walkenried – Ellrich – Woffleben – Niedersachswerfen – Nordhausen-Salza – Nordhausen | 356.2 357                  | DB Regio Nord           | BR 648                    |

## Ausschreibungen

### Abgeschlossene oder laufende Verträge
Die folgende Tabelle gibt eine kurze Übersicht über derzeit laufende oder für die nahe Zukunft bereits abgeschlossene Verträge, an denen das Land Thüringen beteiligt ist.
| Netz                                          | Linien bei Betriebsaufnahme | Beauftragtes EVU                                            | Fahrzeugeinsatz        | Vertragslaufzeit                                 | Zugkilometer/ Bemerkungen                   |
| --------------------------------------------- | --- | ----------------------------------------------------------- | ---------------------- | ------------------------------------------------ | ------------------------------------------- |
| Vogtland                                      | - VB 1 Zwickau Zentrum – Falkenstein – Kraslice - VB 2 Zwickau Zentrum – Plauen ob Bf – Hof/Cheb - VB 4 Gera – Greiz – Weischlitz - VB 5 Hof Hbf – Plauen ob Bf – Adorf | Vogtlandbahn                                                | Regio-Shuttle          | 12/2012 – 12/2027                                | 3,158 Mio. Zugkilometer                     |
| Dieselnetz Nordthüringen                      | - RE 2 Erfurt – Bad Langensalza – Leinefelde – Eichenberg – Kassel - RE 55/56 Erfurt – Kühnhausen – Sondershausen – Nordhausen - RB 52 Erfurt – Kühnhausen – Bad Langensalza – Mühlhausen – Leinefelde - RB 53 Gotha – Bad Langensalza | DB Regio Südost                                             | DB-Baureihe 641 Desiro | 12/2013 – 12/2025                                | 2,6 Mio. Zugkilometer                       |
| Kissinger Stern                               | - EB 40 Meiningen – Schweinfurt Stadt - EB 50 Schweinfurt Stadt – Bad Kissingen – Gemünden (Main) | Erfurter Bahn                                               | Regio-Shuttle          | 12/2014 – 12/2026                                | 1,57 Mio. Zugkilometer                      |
| Elektronetz Saale–Thüringen–Südharz           | - RE 9 Kassel-Wilhelmshöhe – Nordhausen – Sangerhausen – Halle - SE 15 Saalfeld – Jena – Naumburg – Leipzig - RE 16 Erfurt – Weimar – Naumburg – Halle - RE 17 Erfurt – Weimar – Naumburg – Leipzig - RE 19 Leinefelde – Nordhausen – Sangerhausen – Halle - RB 20 Eisenach – Erfurt – Weimar – Naumburg – Halle - RB 24 Saalfeld – Jena – Großheringen/Naumburg - RB 51 Nordhausen – Leinefelde – Heiligenstadt - RB 59 Erfurt – Sömmerda – Sangerhausen - RB 75 Nordhausen – Sangerhausen – Lutherstadt Eisleben – Halle | Abellio Rail Mitteldeutschland                              | Talent 2               | 12/2015 – 12/2030                                | 8,8 Mio. Zugkilometer (ab 12/2017 9,2 Mio.) |
| Direktvergabe Thüringer Neigetechnik-Netz     | - RE 1 Göttingen – Leinefelde – Gotha – Erfurt – Jena – Gera – Glauchau - RE 3 Erfurt – Jena – Gera – Greiz/Altenburg - RE 7 Erfurt – Arnstadt – Suhl – Schweinfurt – Würzburg | DB Regio Südost                                             | RegioSwinger           | 12/2016 – 12/2021                                | 3,451 Mio. Zugkilometer                     |
| Direktvergabe Thüringer Neigetechnik-Netz     | - RE 1 Göttingen – Leinefelde – Gotha – Erfurt – Jena – Gera – Glauchau - RE 3 Erfurt – Jena – Gera – Greiz/Altenburg - RE 7 Erfurt – Arnstadt – Suhl – Schweinfurt – Würzburg | DB Regio Südost                                             | RegioSwinger           | 12/2021 – 12/2028                                | 4,4 Mio. Zugkilometer                       |
| Nordost-Hessen-Netz                           | - RB 6 Bebra – Gerstungen – Eisenach | Cantus                                                      | Stadler FLIRT          | 12/2016 – 12/2031                                | 3,974 Mio. Zugkilometer                     |
| Dieselnetz Südthüringen                       | Los A: - RB 41 Eisenach – Eisfeld – Sonneberg (1.615.025 Zugkm/a) - RB 42 Sonneberg – Neuhaus am Rennweg (260.351 Zugkm/a) - optional: Verdichterleistungen zum Stundentakt außerhalb der HVZ der RB 42 (112.430 Zugkm/a) - RB 48 Fröttstädt – Friedrichroda (135.287 Zugkm/a) Los B: - RB 43 Wernshausen – Zella-Mehlis (232.726 Zugkm/a) - optional: Verdichterleistungen zum Stundentakt auf der Linie RB 43 (101.448 Zugkm/a) - RB 44 Erfurt – Meiningen (768.734 Zugkm/a) - RE 45 Erfurt – Plaue – Ilmenau (55.994 Zugkm/a) - RB 46 Erfurt – Ilmenau (482.700 Zugkm/a) - RE 50 Erfurt – Zella-Mehlis – Wernshausen (421.756 Zugkm/a) | Süd-Thüringen-Bahn                                          | Regio-Shuttle          | 12/2017 – 12/2028                                | 2 × 2,1 Mio. Zugkm/a                        |
| Harzer Schmalspurbahnen-Netz                  | - Nordhausen – Ilfeld – Landesgrenze … | Harzer Schmalspurbahnen                                     | versch. Triebwagen     | 01/2021 – 01/2031                                | 0,244 Mio. Zugkilometer                     |
| Oberweißbacher Berg- und Schwarzatalbahn-Netz | - RB 60 Rottenbach – Katzhütte - RB 61 Lichtenhain – Cursdorf - Oberweißbacher Bergbahn | DB RegioNetz Oberweißbacher Berg- und Schwarzatalbahn (OBS) | versch. Triebwagen     | 01/2022 – 12/2023 (Notvergabe) 01/2024 – 12/2031 | 0,355 Mio. Zugkilometer                     |
| Franken-Südthüringen                          | - RE 14 Nürnberg – Bamberg – Lichtenfels – Kronach – Saalfeld - RE 19 Nürnberg – Bamberg – Coburg – Sonneberg - RE 20 Nürnberg – Bamberg – Schweinfurt – Würzburg - RE 28 Nürnberg – Bamberg – Lichtenfels – Coburg - RE 29 Nürnberg – Coburg – Erfurt - RB 25 Bamberg – Lichtenfels – Kronach | DB Regio Franken                                            | Desiro HC              | 12/2023 – 12/2035                                | 5,7 Mio. Zugkilometer                       |
| Dieselnetz Ostthüringen                       | Los A: - RE 12 Leipzig – Gera – Saalfeld - RE/RB 13 Gera – Zeulenroda – Hof - RB 21 Erfurt – Weimar – Jena – Gera (bis vrsl. Dezember 2028) - RB 22 Leipzig – Gera – Saalfeld - RB 28 Jena Saalbf – Orlamünde – Pößneck unt Bf - RB 32 Saalfeld – Hockeroda – Bad Lobenstein – Blankenstein - RB 76 Zeitz – Weißenfels - RB 4 Gera – Greiz – Weischlitz – Adorf (ab vrsl. Dezember 2028) Los B: - RB 26 (Apolda –) Weimar – Kranichfeld | Erfurter Bahn                                               | Regio-Shuttle LINT 41  | 12/2024 – 12/2036                                | 4,56 Mio. Zugkilometer                      |
| Pfefferminzbahn                               | - RB 27 Sömmerda – Buttstädt | Erfurter Bahn                                               | Regio-Shuttle          | 12/2024 – 12/2029                                | 0,167 Mio. Zugkilometer                     |
| Vergabe Erfurt-Saalfeld                       | - RB 23 Erfurt – Arnstadt – Saalfeld | Erfurter Bahn                                               | Regio-Shuttle          | 12/2024 – 12/2028                                | 0,78 Mio. Zugkilometer                      |
| Dieselnetz Nordthüringen                      | - RE 11 Erfurt – Gotha Ost – Mühlhausen – Göttingen - RB 52 Erfurt – Bad Langensalza – Leinefelde - RB 53 Gotha – Bad Langensalza - RE 55/RE 56 Erfurt – Kühnhausen – Sondershausen – Nordhausen | DB Regio Südost                                             | DB-Baureihe 641 Desiro | 12/2025 – 12/2028                                | 2,4 Mio. Zugkilometer                       |
| Mittelthüringer Akku-Netz                     | - RE 45/RB 46 Erfurt – Ilmenau - RB 47 Erfurt – Saalfeld (zuvor RB 23) - RB 48 Fröttstädt – Friedrichroda - RB 52 Erfurt – Kühnhausen – Bad Langensalza – Mühlhausen – Leinefelde – Heilbad Heiligenstadt - RB 53 Gotha – Bad Langensalza - RE 55/RB 56 Erfurt – Kühnhausen – Sondershausen – Nordhausen | DB Regio Südost                                             | Flirt Akku             | 12/2028 – 12/2043                                | 3,6 Mio.                                    |

### Laufende Ausschreibungen
Aktuell laufen folgende Ausschreibungen (Stand: September 2024):
| Teilnetz                       | Linien bei Betriebsaufnahme | Vertragslaufzeit  | Verkehrsleistung pro Jahr | Bemerkungen                                                                      |
| ------------------------------ | --- | ----------------- | ------------------------- | -------------------------------------------------------------------------------- |
| Thüringer Elektronetz          | 1. Betriebsstufe - RE 1 Göttingen – Gera-Zwötzen mit Zugteil Gotha – Eisenach - RE 2 Erfurt – Glauchau (– Chemnitz) - RE 3 Erfurt – Altenburg - RB 21 Weimar – Jena-Göschwitz | 12/2029 – 12/2030 | 5,8 Mio. Zugkilometer     | Nutzung von batterieelektrischen Fahrzeugen (BEMU) auf der Linie RE 1 vorgesehen |
| Thüringer Elektronetz          | 2. Betriebsstufe - RE 1 Göttingen – Gera-Zwötzen mit Zugteil Gotha – Eisenach - RE 2 Erfurt – Glauchau (– Chemnitz) - RE 3 Erfurt – Altenburg - RB 20 Eisenach – Naumburg mit Zugteil Weimar – Jena-Göschwitz - Einzelzüge Erfurt – Eisenach | 12/2030 – 12/2043 | 7,5 Mio. Zugkilometer     | Nutzung von batterieelektrischen Fahrzeugen (BEMU) auf der Linie RE 1 vorgesehen |
| Südthüringen-Unterfranken-Netz | - Eisenach – Meiningen – Grimmenthal – Eisfeld – Sonneberg – Neuhaus am Rennweg - Wernshausen – Zella-Mehlis - Ilmenau – Rennsteig - Erfurt – Zella-Mehlis – Grimmenthal – Bad Neustadt a.d. Saale / Bad Kissingen – Ebenhausen – Schweinfurt – Würzburg - Erfurt – Zella-Mehlis – Grimmenthal – Meiningen / Bad Neustadt a.d. Saale – Ebenhausen – Schweinfurt - Gemünden – Hammelburg – Bad Kissingen – Ebenhausen – Schweinfurt - Würzburg – Seligenstadt – Volkach-Astheim (ggf.) | 12/2028 – 12/2036 | 6,2 Mio. Zugkilometer     |                                                                                  |

## Ehemalige Linien

### SE 15
Als SE 15 (Leipzig Hbf–Saalfeld) wurde zwischen 2015 und 2020 eine aus Leipzig kommende Stadtexpress-Linie bezeichnet. Sie fuhr durch Sachsen, Sachsen-Anhalt und Thüringen. Camburg war der erste thüringische Halt. Dabei verkehrten die Züge im Zweistundentakt über die Thüringer Bahn sowie die Bahnstrecke Großheringen–Saalfeld. Sie wurde 2020 in die Linie RE 15 umbezeichnet, nachdem das Land Thüringen festgelegt hatte, dass im Regionalverkehr nur noch die Zuggattungen Regionalbahn und Regionalexpress verwendet werden sollen. Alle weiteren Zuggattungen wurden abgeschafft oder dienen nur noch als Namenszusatz.
| Zug- gattung Linie | Befahrene Strecken                                                | Laufweg | Kursbuch- strecken- nummer | Verkehrs- unter- nehmen | Fahrzeuge im Regelbetrieb |
| ------------------ | ----------------------------------------------------------------- | --- | -------------------------- | ----------------------- | ------------------------- |
| SE 15              | Leipzig–Großkorbetha Großkorbetha–Saaleck Saaleck–Saalfeld(Saale) | Leipzig Hbf – Leipzig-Möckern – Leipzig-Leutzsch – Leipzig-Rückmarsdorf – Leipzig-Miltitz – Markranstädt – Großlehna – Kötzschau – Bad Dürrenberg – Großkorbetha – Weißenfels – Naumburg Hbf – Bad Kösen – Camburg – Dornburg – Porstendorf – Jena-Zwätzen – Jena Saalbf – Jena Paradies – Jena-Göschwitz – Rothenstein – Kahla – Orlamünde – Zeutsch – Uhlstädt – Rudolstadt – Rudolstadt-Schwarza – Saalfeld | 590                        | Abellio                 | BR 9442 (fünfteilig)      |

### RE 17
Der RE 17 (Erfurt Hbf–Naumburg Hbf) verkehrte zweistündlich in den Bundesländern Thüringen und Sachsen-Anhalt. Bis zum Fahrplanwechsel im Dezember 2018 verkehrte diese Linie bis zum Hauptbahnhof in Leipzig mit weiteren Zwischenhalten in Weißenfels, Bad Dürrenberg und Markranstädt. Von 2019 bis Dezember 2022 fuhr sie nur noch zwischen Erfurt und Naumburg (Saale). Zwischen Naumburg und Leipzig verkehrte stattdessen die Linie 42 Nürnberg–Leipzig von DB Regio Süd mit roten Talent-II-Zügen des Nürnberger Regionalnetzes, zu der jedoch kein direkter Übergang bestand. Die Linie wurde zum Fahrplanwechsel am 10. Dezember 2023 in die RE 16 integriert.
| Zug- gattung Linie | Befahrene Strecken                       | Laufweg                                                             | Kursbuch- strecken- nummer | Verkehrs- unter- nehmen | Fahrzeuge im Regelbetrieb |
| ------------------ | ---------------------------------------- | ------------------------------------------------------------------- | -------------------------- | ----------------------- | ------------------------- |
| RE 17              | Erfurt–Großkorbetha Großkorbetha–Leipzig | Erfurt Hbf – Weimar – Apolda – Bad Sulza – Bad Kösen – Naumburg Hbf | 580                        | Abellio                 | BR 9442 (fünfteilig)      |

### RE 18
Der RE 18 (Halle Hbf–Jena-Göschwitz) verkehrte von Dezember 2018 bis Dezember 2022 alle zwei Stunden zwischen Halle (Saale) Hauptbahnhof und Jena-Göschwitz. Die Linie kam aufgrund von Bauarbeiten im Hauptbahnhof Halle zustande, da nicht alle Linien dort aufgrund mangelnder Bahnsteige wenden konnten. Daher wurden Fahrzeuge zwischen verschiedenen Linien durchgebunden. Auf der Linie RE 18 fuhren Doppelstock-Wendezug-Garnituren von DB Regio Südost, welche auch zwischen Halle (Saale) und Magdeburg beziehungsweise Dessau zum Einsatz kamen.
| Zug- gattung Linie | Befahrene Strecken                   | Laufweg                                                                                            | Kursbuch- strecken- nummer | Verkehrs- unter- nehmen | Fahrzeuge im Regelbetrieb |
| ------------------ | ------------------------------------ | -------------------------------------------------------------------------------------------------- | -------------------------- | ----------------------- | ------------------------- |
| RE 18              | Halle–Saaleck Saaleck–Jena-Göschwitz | Halle Hbf – Merseburg Hbf – Weißenfels – Naumburg Hbf – Bad Kösen – Jena Paradies – Jena-Göschwitz | 581 560                    | DB Regio                | 146 + 3 Doppelstockwagen  |

### RB 24
Die RB 24 (Großheringen–Saalfeld) verkehrte bis Dezember 2018 jede Stunde und bediente die kleineren auf der Strecke liegenden Halte auf der Saalbahn. Sie wurden durch die RB-Linie 25 abgelöst, welche von Halle (Saale) kommend über Naumburg bis Saalfeld verkehrt. Auf der Verbindungskurve zwischen Großheringen und Camburg gab es somit, bis auf Einzelzüge an Tagesrand, seitdem keine direkten Personenzüge mehr.
| Zug- gattung Linie | Befahrene Strecken    | Laufweg | Kursbuch- strecken- nummer | Verkehrs- unter- nehmen | Fahrzeuge im Regelbetrieb |
| ------------------ | --------------------- | --- | -------------------------- | ----------------------- | ------------------------- |
| RB 24              | Großheringen–Saalfeld | Großheringen – Camburg – Dornburg – Porstendorf – Jena-Zwätzen – Jena Saalbf – Jena Paradies – Jena-Göschwitz – Rothenstein – Kahla – Orlamünde – Zeutsch – Uhlstädt – Rudolstadt – Rudolstadt-Schwarza – Saalfeld | 560                        | Abellio                 | BR 9442 (fünfteilig)      |

### RE 45
Als RE 45 (Erfurt Hbf–Meiningen) wurden bis Dezember 2017 zwei tägliche Zugpaare bezeichnet, welche gegenüber den RE 7 Erfurt–Würzburg abweichend nach Meiningen verkehrten, bis Grimmenthal jedoch die Fahrplantrasse der RE 7 nutzten. Diese Linie wurde durch die RE 50 ersetzt, welche durch die Süd-Thüringen-Bahn mit RS1 bedient wird. Im Rahmen dieser Änderung wurde auch die Dienststelle DB Regio Meiningen aufgelöst. Die Liniennummer wurde 2019 neu vergeben für eine neue Express-Linie zwischen Erfurt und Ilmenau, mit identischen Laufweg zwischen Erfurt und Plaue wie die alte Linie.
| Zug- gattung Linie | Befahrene Strecken                                                   | Laufweg | Kursbuch- strecken- nummer | Verkehrs- unter- nehmen | Fahrzeuge im Regelbetrieb |
| ------------------ | -------------------------------------------------------------------- | --- | -------------------------- | ----------------------- | ------------------------- |
| RE 45              | Erfurt–Neudietendorf Neudietendorf–Grimmenthal Grimmenthal–Meiningen | Erfurt Hbf – Neudietendorf – Arnstadt Hbf – Plaue – Gräfenroda – Zella-Mehlis – Suhl – Grimmenthal – Meiningen | 570                        | DB Regio                | BR 612                    |

### RB 51
Die RB 51 (Eichenberg–Nordhausen) verkehrte von Dezember 2015 bis Dezember 2021 und wurde danach durch die Linie 57 ersetzt, welche zwischen Heiligenstadt und Sangerhausen verkehrt. Die Liniennummer wird seitdem für die RE-Linie 51 verwendet, welche aus drei Intercity-Zugpaaren der Fernverkehrs-Linie IC 51 zwischen Erfurt und Gera besteht, deren Zugfahrten auch für den Nahverkehr freigegeben sind und daher zusätzlich eine RE-Liniennummer besitzen.
| Zug- gattung Linie | Befahrene Strecken    | Laufweg | Kursbuch- strecken- nummer | Verkehrs- unter- nehmen | Fahrzeuge im Regelbetrieb |
| ------------------ | --------------------- | --- | -------------------------- | ----------------------- | ------------------------- |
| RB 51              | Eichenberg–Nordhausen | Eichenberg – Arenshausen – Uder – Heiligenstadt – Bodenrode – Wingenrode – Beuren – Leinefelde – Hausen – Gernrode-Niederorschel – Bernterode – Sollstedt – Gebra – Bleicherode Ost – Wippersdorf – Nohra – Wolkramshausen – Werther – Nordhausen | 600                        | Abellio                 | BR 9442 (dreiteilig)      |